# Campeonato Sergipano Série A2 2014
In 2014 werd het 25ste Campeonato Sergipano Série A2 gespeeld voor voetbalclubs uit de Braziliaanse staat Sergipe. De competitie werd georganiseerd door de FSF en werd gespeeld van 18 oktober tot 30 november. Boca Júnior werd kampioen. 

## Eindstand
| Plaats | Club         | Wed. | W | G | V | Saldo | Ptn. |
| ------ | ------------ | ---- | - | - | - | ----- | ---- |
| 1.     | Boca Júnior  | 10   | 5 | 4 | 1 | 14:7  | 19   |
| 2.     | Boquinhense  | 10   | 4 | 5 | 1 | 14:4  | 17   |
| 3.     | Dorense      | 10   | 4 | 3 | 3 | 13:8  | 15   |
| 4.     | Independente | 10   | 3 | 4 | 3 | 11:5  | 13   |
| 5.     | Aracaju      | 10   | 2 | 3 | 5 | 10:19 | 9    |
| 6.     | Maruinense   | 10   | 1 | 3 | 6 | 7:26  | 6    |

|  | Kampioen, promotie naar Série A1 2015 |
|  | Promotie naar Série A1 2015           |

### Kampioen
| Campeonato Sergipano de 2014 - Série A2 |
| Sergipe                                 |
| --------------------------------------- |
| BOCA JÚNIOR Kampioen (3° titel)         |